# Sunnybrook State Park
Sunnybrook State Park ist ein State Park im US-Bundesstaat Connecticut auf dem Gebiet der Gemeinde Torrington. Der Park bietet Möglichkeit zum Wandern, Angeln, Jagen und Picknicken entlang dem East Branch Naugatuck River.

## Geographie
Der Park umfasst vor allem ein Hochwasserrückhaltebecken. In seinem Gebiet befindet sich das Südwest-Ende des blue-blazed John Muir Trail der auch den Paugnut State Forest durchquert und Anschluss zum Burr Pond State Park bietet. Die Hügel im Westen des Parks steigen bis auf 1220 ft (372 m) über dem Meer an.